# فابیو مالبرتی
فابیو مالبرتی (ایتالیایی: Fabio Malberti؛ زادهٔ ۱۶ نوامبر ۱۹۷۶) دوچرخه‌سوار اهل ایتالیا است.
وی در مسابقات کشوری و بین‌المللی در مجموع برندهٔ ۱ مدال طلا شده‌است.